# Fürstliche Hofhaltung Wertheim

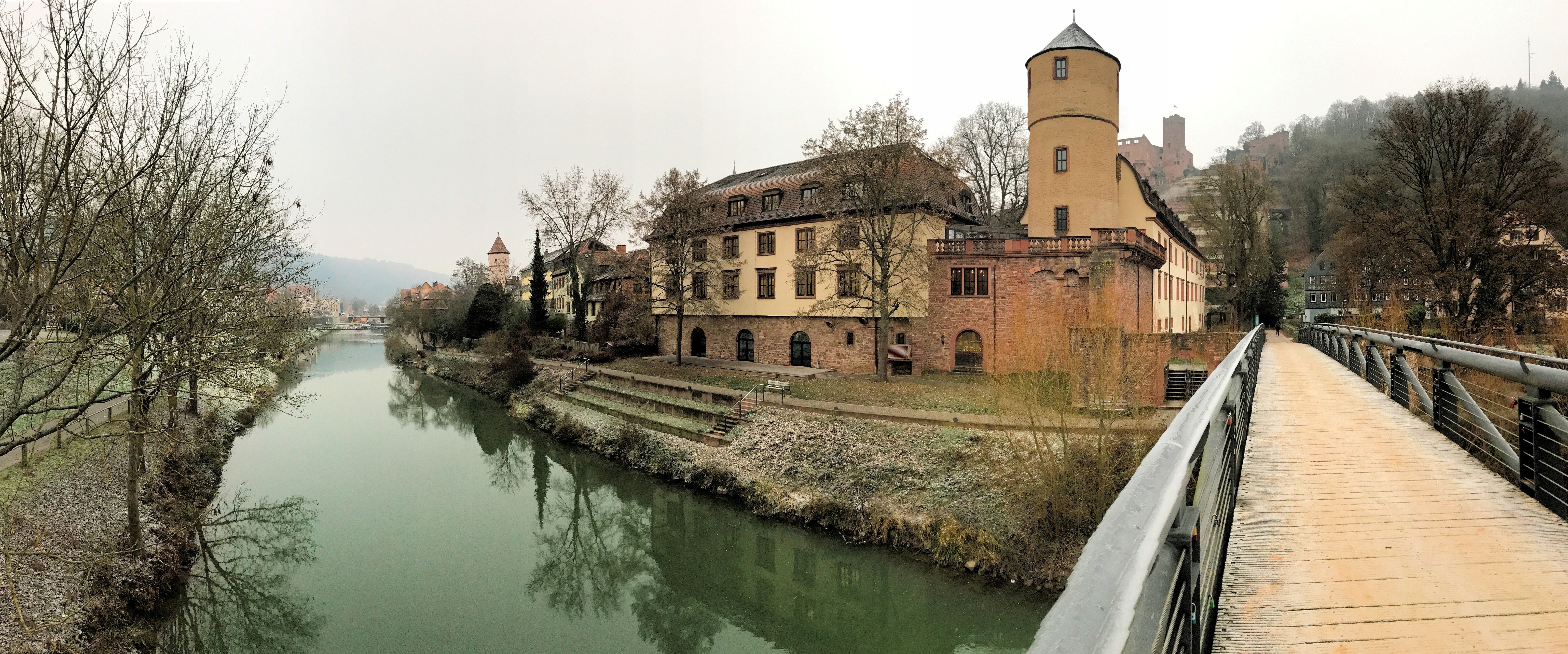
Ehemalige Fürstliche Hofhaltung, Mühlenstraße 26, Wertheim

Die Fürstliche Hofhaltung Wertheim, auch Rosenbergsche Hofhaltung, ist ein ehemaliges Schloss in der Kernstadt Wertheim im Main-Tauber-Kreis in Baden-Württemberg. Das Gebäude in der Mühlenstraße 26 dient heute als Rathaus der Stadt sowie als Veranstaltungsort und Standesamt.

## Geschichte
Das Schloss wurde im 16./17. Jahrhundert an der Stelle eines ehemaligen Stadthofs des Klosters Bronnbach errichtet. Im Jahre 1749 sowie im 19. Jahrhundert wurden jeweils Aus- und Umbauten durchgeführt. Das Schloss war einst im Besitz der Fürsten von Löwenstein-Wertheim-Rochefort. Für die katholische Linie diente es als Residenz. Es handelt sich um einen einfachen, zweiflügeligen, dreigeschossigen Bau mit Mansarddach.

## Sonstiges
Im Innenhof der einstigen Hofhaltung befindet sich ein Einzelgebilde-Naturdenkmal mit der offiziellen Bezeichnung 1 Linde „Linde Hofhaltung Mühlenstraße“.